# Brigitte Wokoeck

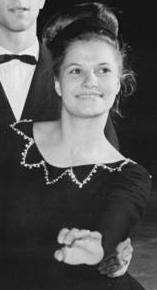
Brigitte Wokoeck im Jahr 1963

Brigitte Wokoeck (* 22. Februar 1946 in Lübeck) ist eine ehemalige deutsche Eiskunstläuferin, die im Paarlauf für die DDR startete.
Wokoecks Eiskunstlaufpartner war Heinz-Ulrich Walther. Das Paar trat für den SC Dynamo Berlin an. Sie wurden 1962 und 1964 DDR-Meister im Paarlauf. Zusammen nahmen sie an zwei Europameisterschaften teil. Bei ihrem Debüt 1962 wurden sie Sechste und 1963 Achte. Die Olympischen Spiele 1964 in Innsbruck beendete sie auf dem zehnten Platz.

## Ergebnisse

### Paarlauf
(mit Heinz-Ulrich Walther)
| Wettbewerb / Jahr       | 1960 | 1961 | 1962 | 1963 | 1964 |
| ----------------------- | ---- | ---- | ---- | ---- | ---- |
| Olympische Winterspiele |      |      |      |      | 10.  |
| Europameisterschaften   |      |      | 6.   | 8.   |      |
| DDR-Meisterschaften     | 3.   |      | 1.   | 3.   | 1.   |